# حیات‌آباد مجیدی
حیات‌آباد مجیدی، روستایی از توابع شهر تشان شهرستان بهبهان در استان خوزستان ایران است.

## جمعیت
این روستا در دهستان تشان شرقی قرار دارد و براساس سرشماری مرکز آمار ایران در سال ۱۳۸۵، جمعیت آن ۳۰۵ نفر (۵۹خانوار) بوده‌است.